# Chalais (Zwitserland)
Chalais is een gemeente en plaats in het Zwitserse kanton Wallis, en maakt deel uit van het district Sierre.
Chalais telt 3.286 inwoners.

## Geboren
- Marc Perruchoud (1928-2007), voetballer